# National Board of Review Awards 1978
La 50ª edizione dei National Board of Review Awards si è tenuta il 19 dicembre 1978.

## Classifiche

### Migliori dieci film
- Interiors, regia di Woody Allen
- Tornando a casa (Coming Home), regia di Hal Ashby
- Il boxeur e la ballerina (Movie Movie), regia di Stanley Donen
- Superman, regia di Richard Donner
- I giorni del cielo (Days of Heaven), regia di Terrence Malick
- Pretty Baby, regia di Louis Malle
- Una donna tutta sola (An Unmarried Woman), regia di Paul Mazursky
- Arriva un cavaliere libero e selvaggio (Comes a Horseman), regia di Alan J. Pakula
- Fuga di mezzanotte (Midnight Express), regia di Alan Parker
- Girlfriends, regia di Claudia Weill

### Migliori film stranieri
- Sinfonia d'autunno (Höstsonaten), regia di Ingmar Bergman
- Disavventure di un commissario di polizia (Tendre poulet), regia di Philippe de Broca
- Pane e cioccolata, regia di Franco Brusati
- Schiava d'amore (Raba lyubvi), regia di Nikita Michalkov
- La vita davanti a sé (La vie devant soi), regia di Moshé Mizrahi

## Premi
- Miglior film: I giorni del cielo (Days of Heaven), regia di Terrence Malick
- Miglior film straniero: Sinfonia d'autunno (Höstsonaten), regia di Ingmar Bergman
- Miglior attore: Jon Voight (Tornando a casa) ex aequo Laurence Olivier (I ragazzi venuti dal Brasile)
- Miglior attrice: Ingrid Bergman (Sinfonia d'autunno)
- Miglior attore non protagonista: Richard Farnsworth (Arriva un cavaliere libero e selvaggio)
- Miglior attrice non protagonista: Angela Lansbury (Assassinio sul Nilo)
- Miglior regista: Ingmar Bergman (Sinfonia d'autunno)